# SMS König
Az SMS König volt az első a Német Császári Haditengerészet négy König-osztályú dreadnought csatahajója közül az első világháborúban. A König (magyarul „Király”) II. Vilmos württembergi király tiszteletére kapta nevét. 1911 októberében kezdték építeni, 1913. március 1-én bocsátották vízre. A végső kialakítására nem sokkal az első világháború kitörése előtt került sor, 1914 augusztusában állt a Nyílt-tengeri Flotta szolgálatába.
Három testvérhajójával (Großer Kurfürst, Markgraf és Kronprinz) a flotta legtöbb manőverében részt vett. Az 1916. május 31-i skagerraki csata csatasorában lévő König erősen megrongálódott, ugyanis brit csatahajóktól 10 nagy kaliberű aknatalálatot kapott. 1917 októberében, a németek sikeres Albion hadműveletét követő moonsundi csatában önsüllyesztésre kényszerítette a Szlava orosz pre-dreadnought csatahajót.
A König, csakúgy mint a Nyílt-tengeri Flotta nagy része, a fegyverszünetet követően 1918 novemberében Scapa Flowba került 1919. június 21-én Ludwig von Reuter altengernagy kiadta az önsüllyesztési parancsot, míg a brit őrhajók a kikötőn kívül gyakorlatoztak. A legtöbb hajóval ellentétben sosem emelték ki, a roncs mai napig az öböl fenekén fekszik.

## Konstrukciója
A König az „s” ideiglenes néven került megrendelésre, a wilhelmshaveni császári hajógyárban a 33-as sorszám alatt építették. Alapjait 1911 októberében fektették le, 1913. március 1-én a király unokatestvére, Albert württembergi herceg bocsátotta vízre. A felszerelése 1914. augusztus 9-én fejeződött be, ekkor került a Nyílt-tengeri Flotta szolgálatába. A kormánynak 45 millió aranymárkájába került. Osztálya első hajójaként készült, végül még három, a Großer Kurfürst, a Markgraf és a Kronprinz követte.
A König építésekor 25 796, felszereléssel együtt pedig 28 600 tonnát nyomott, 175,4 méter hosszú és 29,5 méter széles volt, 9,19 méter volt merülése. Három Parson-gőzturbina hajtotta, mely összesen 42 708 lóerőt adott, maximális sebessége 21 csomó volt.
Fegyverzetét öt iker-lövegtoronnyal övezett 10 30.5 cm SK L/50 ágyú, elől és hátul két-két, illetve a két kémény között egy gyorstüzelő ágyúval. A König volt az első német csatahajó, melyen minden fő üteglöveg a hajó középvonalán volt. Mint a korábbi Kaiser-osztályú hajók, itt is át tudták irányítani a fegyvereket bármely oldalra, de az újítás miatt szélesebb szögben tüzelhettek. Másodfegyverzetét 14 15 cm SK L/45 ágyú, 6 8.8 cm SK L/45 tengerészeti ágyú és 5 vízalatti torpedóvető alkotta, utóbbiból egy az orrnál, kettő-kettő pedig a két gerendánál helyezkedett el.

## Szolgálata
Közvetlenül szolgálatba állítása után a König 1914. november 23-án teljesítette tengeri próbaútját. Személyzete 41 tisztből és 1095 fős legénységből állt. Ezután a hajót a Nyílt-tengeri Flotta III. Hajórajába osztották be, ahol később csatlakoztak hozzá testvérhajói is. December 9-én zátonyra futott a wilhelmshaveni révben. Közvetlenül mögötte haladó testvérhajója, a Großer Kurfürst nekiütközött tatjának, kisebb károkat okozva. Ezután megszabadították alsó részétől, és visszaszállították a gyárba, ahol 1915. január 2-ig javították.

### Műveletek azÉszaki-tengeren
A König számos, Franz von Hipper ellentengernagy I. felderítő csoportja támogatására indított akcióban részt vett, mivel azonban Wilhelmshavenben állomásozott kihagyta a csatacirkálók első, 1914. december 15–16-i éjszakai akcióját, amikor a brit partokat bombázták, hogy kicsalogassák a brit Grand Fleet egy részét. 1915. január 22-én a III. rajt a Balti-tengerre vezényelték manőverezési, ágyúzási és torpedózási gyakorlatokra. Február 11-én tértek vissza az Északi-tengerre, de már túl későn ahhoz, hogy segítsék az I. felderítő csoportot a doggerbanki csatában.

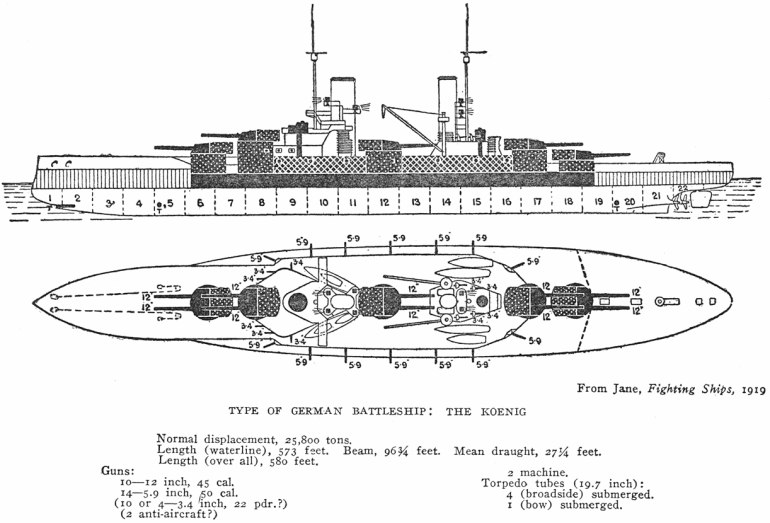
Egy König-osztályú hajó tervrajza oldalnézetből és felülnézetből (Jane's Fighting Ships 1919)

A König számos északi-tengeri bevetésen részt vett. Március 29-én kivezette a flottát Terschellingből. Három héttel később, április 17-e és 18-a között a II. felderítő csoport akcióját támogatta, melyben a könnyűcirkálók a Swarte-padra helyeztek aknákat. Egy április 22-i manővert is vezetett. Április 23-án a III. hajóraj visszatért a Balti-tengerre egy május 10-ig tartó újabb gyakorlatsorra. Május 17-én ismét a II. felderítő csoport egy akcióját támogatta.
A König részt vett egy május 29-től 31-ig tartó, harc nélkül véget ért északi-tengeri manőverben. Hamarosan a német védekezési övezetbe került őrjáratra. Július 6-án ismét zátonyra futott, de csak minimális kár érte. Szeptember 11. és 12. között ismét aknafektetést támogatott, ezúttal Texel közelében. Egy október 23-24 közötti flottaakció után szárazdokkba került karbantartásra, november 4-én tért vissza a tengerbe. December 5. és 20. között ismét a Balti-tengerre került gyakorlatokra. A visszaúton a Vilmos császár-csatornában hóviharba került, és partra futott, kisebb sérüléseket szenvedve. 1916. január 17-től kezdve egy hetet ismét a Balti-tengeren töltött. Ezt március 5. és 6., illetve április 21. és 22. között két újabb flottamanőver követte.
Április 24-től részt vett a Yarmouth és Lowestoft elleni rajtaütésben, itt is az I. felderítő csoport csatacirkálóit támogatta. Utóbbiak 10 óra 55-kor hagyták el a Jade-torkolatot, a Nyílt-tengeri Flotta többi része 13:40-kor követte őket. A Seydlitz azonban aknára futott útközben, így vissza kellett vonulnia. A többi csatacirkáló gond nélkül haladt Lowestoft városa felé, mikor a Harwich Force cirkálóival találkoztak. Rövid tüzérségi párbaj után a britek meghátráltak. Brit tengeralattjárókat is jelentettek, ezért az I. felderítő csoport is visszavonult. Reinhard Scheer admirális, aki a brit flotta Scapa Flow-i kikötőjét őrizte, szintén ekkor tért vissza a biztonságosabb német vizekre. A König ezután ismét visszatért gyakorlatokra a Balti-tengerre, mint torpedógyakorlat Mecklenburg közelében.

### A skagerraki csata

A brit (kék) és a német (piros) flották manőverezését mutató térképek (május 31. – június 1.)

A König jelen volt a flottamanővernél, ami a május 31. és június 1. közti, Jylland közeli csatát eredményezte. A német flotta igyekezett a Grand Fleet egy részét megsemmisíteni vagy elszigetelni, mielőtt a főflotta megérkezik. A hajó, testvérhajóival (Großer Kurfürst, Markgraf, és Kronprinz) a III. csataraj V. divíziójába került, ők alkották a flotta előőrsét. A III. csataraj volt az első csatahajó-egység, közvetlenül mögöttük a VI. divízió Kaiser-osztályú és a II. csatarajba tartozó Helgoland-osztályú és Nassau-osztályú csatahajók voltak. Az utóvédet az I. csataraj elavult Helgoland-osztályú pre-dreadnoughtjai alkották.
A közép-európai idő szerinti 16:00 előtt az I. felderítő csoport találkozott a David Beatty parancsnoksága alatt álló brit I. csatacirkáló-rajjal. Tűzharc kezdődött, ami eredményeképp 17:00 táján elsüllyedt az Indefatigable, majd kevesebb, mint fél órával később a Queen Mary is. Ez idő tájt a német csatacirkálók délre indultak, hogy a brit hajókat a Nyílt-tengeri Flotta főereje felé csalják. 17:30-kor a König legénysége egyszerre pillantotta meg az I. felderítő csoportot és az I. csatacirkálórajt. A német csatacirkálók jobbra, míg a brit hajók balra indultak. 17:45-kor Reinhard Scheer kiadta a kétpontos fordulatot bal felé, hogy közelebb kerüljenek a brit hajókhoz. Egy percre rá kiadta a tűzparancsot.
A König, a Großer Kurfürst és a Markgraf voltak az elsők, amelyek elérték a lőtávolságot, így tűzpárbajba kezdtek a Lion, a Princess Royal és a Tiger csatacirkálókkal, nagyjából 19 kilométerről. A hajó eső sortüze elmaradt a célponttól, így a közelebbi Tiger-t kezdte lőni. Ezzel párhuzamosan második ütegükkel a Nestor és Nicator hajókat kezdték tüzelni. A két romboló beúszott a német vonalba, miután kiállták az ágyúzást, jó lövőpozíciót vettek fel. Mindkét hajó két torpedót bocsátott ki a Königre és a Großer Kurfürstre, azonban mind a négy célt tévesztett. Viszont egy ütegakna eltalálta a Nestort, roncsolva ezzel géptermét. A hajó a Nomad rombolóval együtt tönkrement, és pont az előrenyomuló német hajók útvonalára dőltek. Mindkét romboló elsüllyedt, a német hajók nem is vettek fel túlélőket. 18:00 körül testvérhajóival az V. csataraj Queen Elizabeth-osztályú csatahajóit kezdte el tüzelni. A König a Barhamet kezdte lőni, majd miután hatótávolságon kívülre került, átváltott a Valiantra. Azonban a gyorsabb brit hajók ki tudtak menekülni az ágyútűzből.
Nem sokkal 19:00 után a német Wiesbaden harcképtelenné vált a brit Invincible csatacirkáló aknájától; Paul Behncke altengernagy a Königről próbálta irányítani négy hajóját, hogy fedezze a megrongálódott cirkálót. Ugyanekkor a brit III. és IV: könnyűcirkáló-rajok torpedótámadást indítottak a német vonal ellen, közben főágyúikkal a Wiesbadenre lőttek. A König és testvérhajói folyamatosan tüzeltek a brit cirkálókra, de a tartós ellentüzeléssel nem bírtak. Ezt követően egy közelharc során a brit páncéloscirkáló Defence nagy kaliberű aknatalálatokat kapott német dreadnoughtoktól, egy sortűz a hajó belsejébe is behatolt, felrobbantva azt.

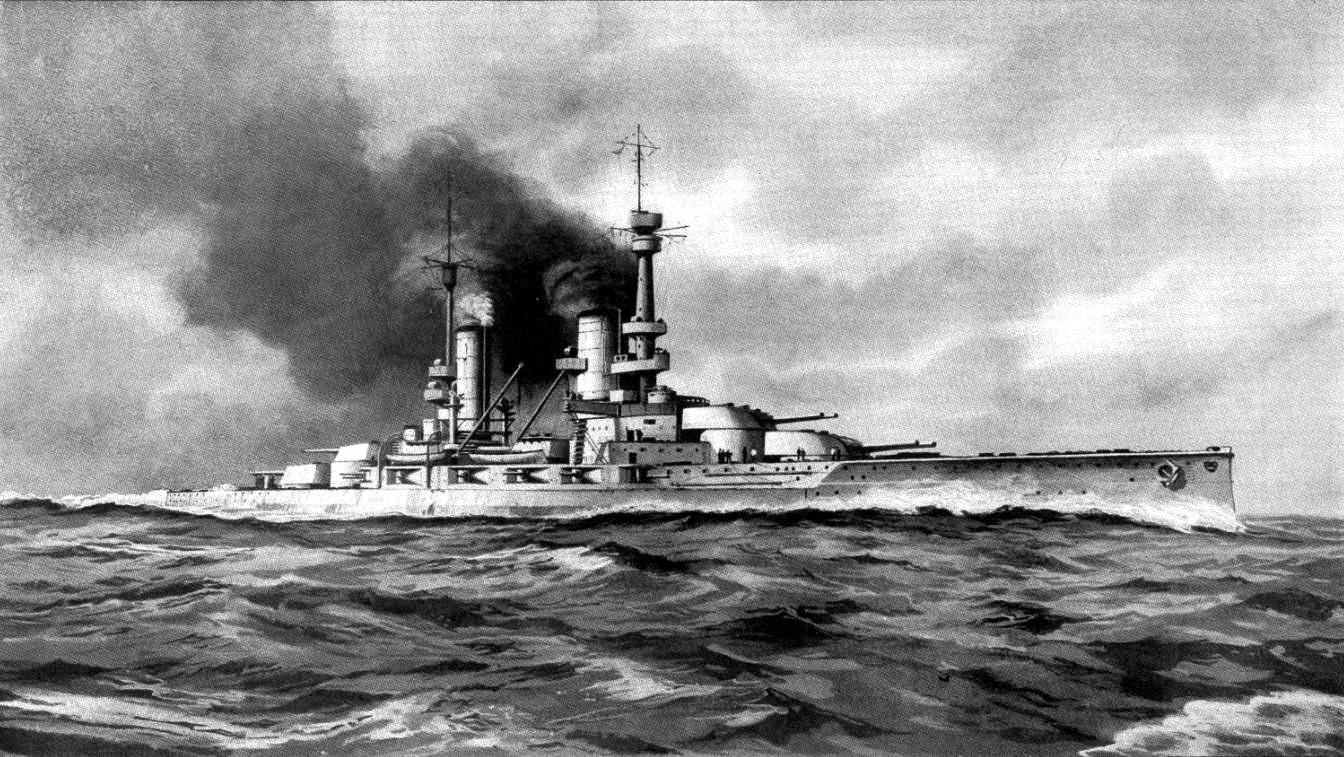
A Royal Navy rajza a Königről

Valamivel 19:20 után a König a Warspite csatahajó lőtávolságába került, és tüzet nyitott a célpontra. Ezzel csatlakozott a Friedrich der Grosse, az Ostfriesland, a Helgoland és a Thüringen dreadnoughtokhoz. Azonban hamarosan a Warspite kikerült a látóteréből, és észak-északkelet irányába fordult. Majdnem ezzel egyszerre a brit könnyűcirkálók és rombolók torpedótámadást kíséreltek meg a vezető német hajók, beleértve a Königet is. Ezután a brit fővonal a német flotta lőtávolságába került, 19:30-kor a brit csatahajók tüzet nyitottak a német csatacirkálókra és König-osztályú hajókra. Ebben az időszakban különösen erős tüzet kellett kibírnia. 5 perc alatt az Iron Duke 5 sortüzet bocsátott a Königre, egy akna el is találta a hajót. Az elől lévő parancsnoki toronyba csapódott, de a behatolás helyett lepattant, és a hajótól odébb robbant fel. Behncke ellentengernagy megsérült, de továbbra is ő irányította a hajót, melyet a füst elhomályosított, így kis lélegzetvételhez jutottak.
20:00-ra a német vonal nyugat felé fordult, hogy eltávolodjon a brit flottától. A Königgel az élen meg is fordultak, majd csökkentett sebességgel felvették az alakzatot. Ezt követően négy brit könnyűcirkáló folytatta a már erősen sérült Wiesbaden támadását, így a vezető német hajóknak tüzet kellett rájuk nyitnia, hogy távol tartsák őket. Az üldöző brit hajók ekkor már majdnem teljesen délnek fordultak, közel voltak a német vonal T-jének áttöréséhez. A helyzet orvoslására Scheer 16 ponttal délnek fordította a hajókat, Hipper csatacirkálóit pedig a brit flotta felé fordította. A fordulás alatt a König-et ismét torpedótalálat érte az Iron Duke-ról, a leghátsó lövegtornyot eltalálva. Komoly szerkezeti károkat szenvedett, több szoba füsttel telt meg. A jobbra fordulás során Schmidt altengernagy, az I. csataraj parancsnoka úgy döntött, a vezető hajók követése helyett hajóit rögtön megfordítja. Ez zavartságot, számos ütközést eredményezett, vissza kellett venni a tempót, ami az egész flottát nagy veszélybe sodorta. A kínos helyzet mérséklésére a König balra fordult, és füstfelhőt bocsátott a két harcoló fél közé.
A csata közben a König jelentős károkat szenvedett. Egy akna áthatolt a páncélozott fedélzeten, egy másik a páncélozott válaszfalat találta el, nagy darabot letörve abból. Egy másik repeszsorozat a kazamatákba hatolt, ahol a 15 centiméteres másodlagos lövegeket őrizték, kettő közülük használhatatlanná vált. A két löveg lőszere lángra kapott, el kellett árasztani a termeket, hogy elkerüljék a robbanást. A hajó mindvégig harcképes maradt, elsődleges lövegei teljes mértékben, de másodlagos lövegei nagy része is használható maradt, a hajó továbbra is képes volt maximális sebessége megtételére. A hajó más részei is el lettek árasztva, hogy megőrizzék az egyensúlyt, 1600 tonna víz került így bele. A megnövekedett súlyú hajó nem is tudott másnap fél 10-ig átkelni az Amrum-padon. Ezután Kielbe került javításra, mert ott volt olyan szárazdokk, ami elég nagy volt a hajó fogadására. Itt július 4-től 18-ig maradt, majd a Howaldtswerke hajógyárba került. Július 21-én csatlakozhatott újra a flottához. A csata eredményeként 45 ember meghalt, 27 ember megsebesült, a megmaradt hajók közül ezen volt a legsúlyosabb veszteség.

### Későbbi műveletek
A javítások után ismét a Balti-tengerre került gyakorlatozni, július végétől augusztus elejéig, augusztus 5-én tért vissza az Északi-tengerre. Augusztus 18. és 20. között ismét nagy flottavonulás történt, a König-gel az élen. Az I. felderítő csoport Sunderland ágyúzására indult, annak a reményében, hogy megsemmisíthetik Beatty csatacirkálóit. Azonban csak a Von der Tann és a Moltke volt hadra fogható állapotban, az új Bayern, illetve a König két testvérhajója, a Markgraf és a Großer Kurfürst is ideiglenesen a csoporthoz került. Scheer és a Nyílt-tengeri Flotta többi része hátul fedezte a hajókat. A britek tisztában voltak a német tervekkel, így a Grand Fleet megindult feléjük. Scheer nem akart 11 héttel Skagerrak után újra összekerülni a Grand Fleettel, így 14:35-kor visszafordultak.
A König október 21-ig kikötőben, amikor ismét a Baltikumba ment gyakorlatra, november 3-án tért vissza. A III. hajóraj többi tagjával együtt a Horns Revhez ment november 5. és 6. között. Ezután különböző feladatokat látott el, mint járőrszolgálat a Német-öbölben vagy konvojkíséret a Balti-tengeren. 1917-ben többször is utóbbi helyen járt gyakorlaton (február 22.–március 4.; Március 14.–22. és május 17.–június 9.), majd Wilhelmshavenbe ment karbantartásra. A június 16-án kezdődő munkálatok során új első árbócot is kapott, a munkák július 21-ig tartottak. Szeptember 10-én ismét a Baltikumba ment gyakorlatokra.

### Albion hadművelet
1917 szeptemberének elején, az orosz Riga kikötőjének német megszállása urán, a német haditengerészet úgy döntött, megsemmisíti a Rigai-öbölben állomásozó orosz erőket. Az Admiralstab (haditengerészet főparancsnoksága) úgy tervezte, hogy elfoglalja Ösel szigetét, különös tekintettel a Sworbe-félszigeten állomásozó orosz ütegekre.